# Touffreville-la-Cable
Pour les articles homonymes, voir Touffreville.
Touffreville-la-Cable est une ancienne commune française, située dans le département de la Seine-Maritime en région Normandie.
La commune fusionne avec trois autres le 1er janvier 2016 pour former la commune nouvelle de Port-Jérôme-sur-Seine et prend à cette date le statut de commune déléguée.

## Géographie

### Localisation
Touffreville-la-Cable est une commune située sur la rive droite de la Seine, dans le canton de Caudebec-en-Caux. Elle est distante de 9 km du chef-lieu, 18 km d'Yvetot et de 41 km de Rouen. 

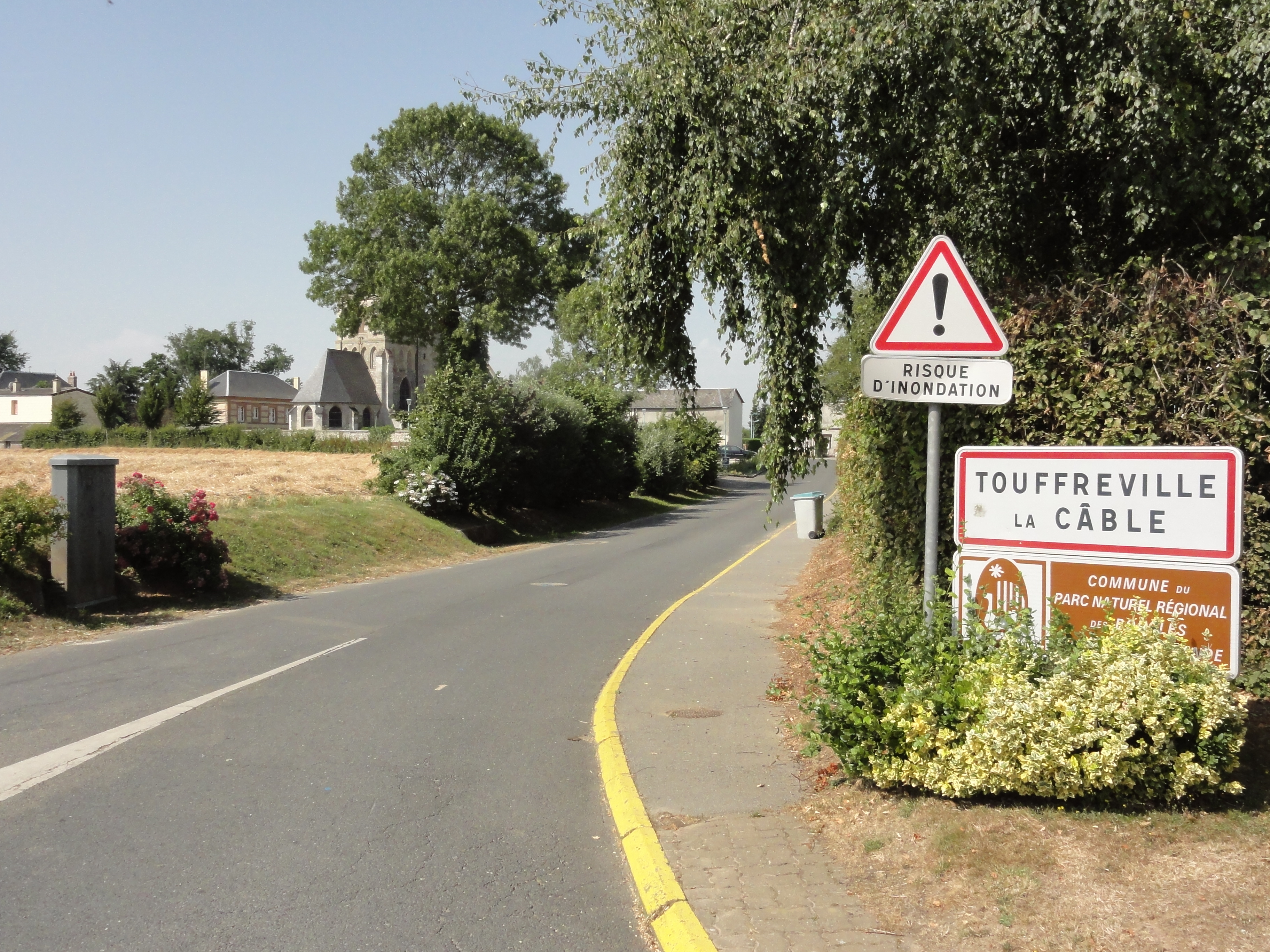
Entrée de Touffreville-la-Cable
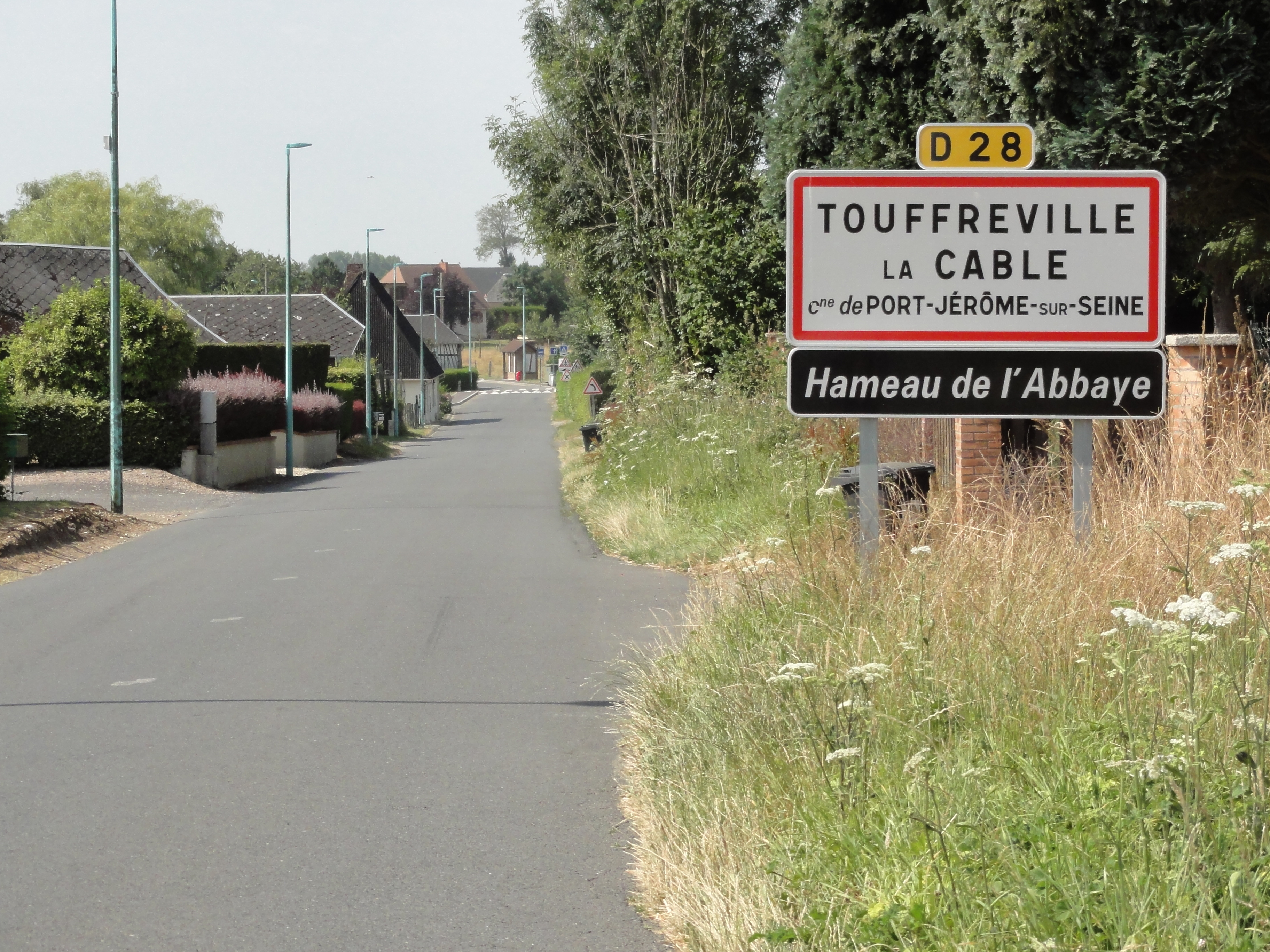
Entrée du hameau de l'Abbaye

### Milieux naturels et biodiversité
Elle fait partie du parc naturel régional des Boucles de la Seine normande.

## Urbanisme

### Lieux-dits, hameaux et écarts
La commune comporte quatre hameaux principaux : l'Abbaye, les Coudreaux, le Grimpel et Péromare.

## Toponymie
Le nom de la localité est attesté sous la forme Torfrevilla en 1218, Tofrevilla Martelli vers 1240, Rectori ecclesia Sancti Audoeni de Touffreville en 1257, Willelmus Caable de Toufrevilla en 1272, Touffreville la Martel ent 1337, 1403 et 1431, Touffreville la Cable en 1414, 1451, 1471 et 1472, Ecclesia Sancti Audoeni de Touffrevilla la Cable en 1470, Saint Ouen de Toufreville la Cable en 1638, 1647, 1717, paroisse de Touffreville la Cable en 1503, Touffreville la Cable entre 1520 et 1540[réf. non conforme].

## Histoire
La paroisse de Torfrevilla est attestée dès 1218.
Ses terres appartiennent au XIIIe siècle aux Martel dont le patronyme apparaît sous une forme latinisée dans Touffrevilla-Martelli[réf. nécessaire]. De vieux titre français disent aussi Saint-Ouen-de-Touffreville-la-Martel. À cette époque, la cure vaut 30 livres et règne sur une soixantaine de paroissiens.
L'archevêque de Rouen Eudes Rigaud, nous dit l'abbé Cochet, coucha à Touffreville les 17, 18 et 19 janvier 1248 au lieudit la Cable. Un nom lié à des seigneurs du cru. Les archives de la commanderie de Sainte-Vaubourg conservent une charte de 1272 signée Willelmns Caable de Tonfrevilla.
En 1297, Marie Le Roux de Touffreville hérita de la terre et seigneurie de Touffreville-la-Cable qu'elle apporta en dot à Guillaume de Livet. La famille Le Roux est issue dans anciens barons de Bourgtheroulde.
La paroisse appartint ensuite aux seigneurs de Villequier.
Le roi de France avait droit de prendre la troisième gerbe sur la dîme du village. Saint Louis abandonna ce privilège en juillet 1257 au profit du curé de la paroisse.
En 1738, la paroisse compte 42 feux.
En 1769, la comtesse de Maulévrier abandonna les terres qu'elle possédait à Touffreville-la-Cable au profit du seigneur de Caumont. Celui-ci constitua un fief sous le nom de Fief de Hue-Cable ratifié par Louis XV en 1771.
La ville-centre de Gravenchon et trois villages dont Auberville-la-Campagne ont décidé en 2015 de s'unir car ils sont situés dans le même bassin de vie et afin de bénéficier d'une incitation financière de l'État, qui leur permet soit d'éviter une forte augmentation des impôts, soit de devoir supprimer des services aux habitants,.
La commune nouvelle de Port-Jérôme-sur-Seine, qui fusionne les  quatre anciennes communes d'Auberville-la-Campagne, Notre-Dame-de-Gravenchon, Touffreville-la-Cable et Triquerville, devenues des communes déléguées, est  créée par un arrêté préfectoral du 30 novembre 2015 à la demande des quatre conseils municipaux et après une consultation de la population,,,.

## Politique et administration
| Période                                  | Période                        | Identité             | Étiquette | Qualité                                                                                            |
| ---------------------------------------- | ------------------------------ | -------------------- | --------- | -------------------------------------------------------------------------------------------------- |
| Les données manquantes sont à compléter. |                                |                      |           | |
| mars 2001                                | 2014                           | Martine Blondel      | PS        | Conseillère générale de Caudebec-en-Caux (1998 → 2015) Vice-présidente du Conseil général[Quand ?] |
| 2014                                     | En cours (au 16 décembre 2015) | M. Dominique Delanos |           | Devient maire délégué de Touffreville-la-Cable le 1er janvier 2016                                 |

### Enseignement

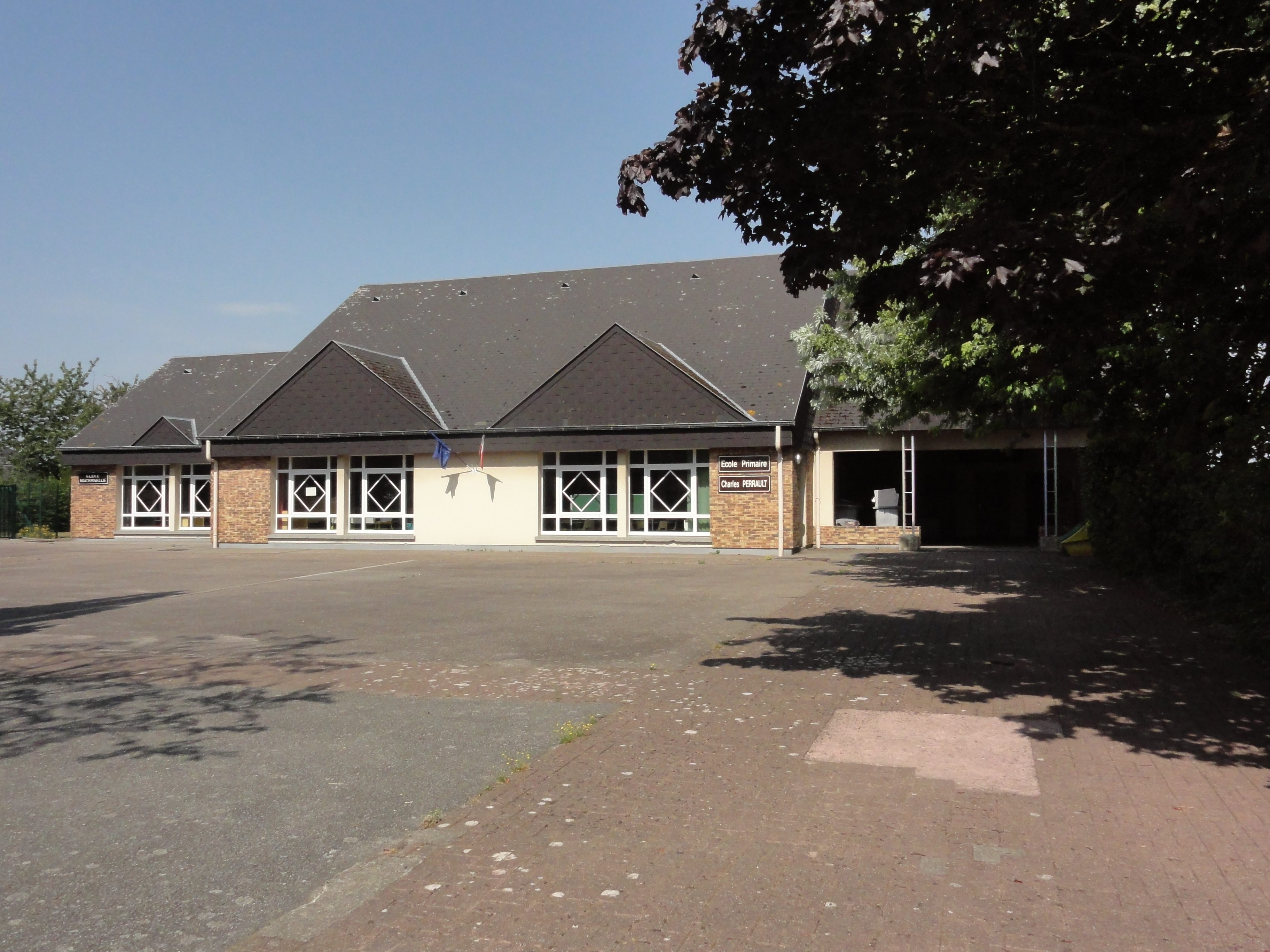
École primaire et maternelle

### Manifestations culturelles et festivités

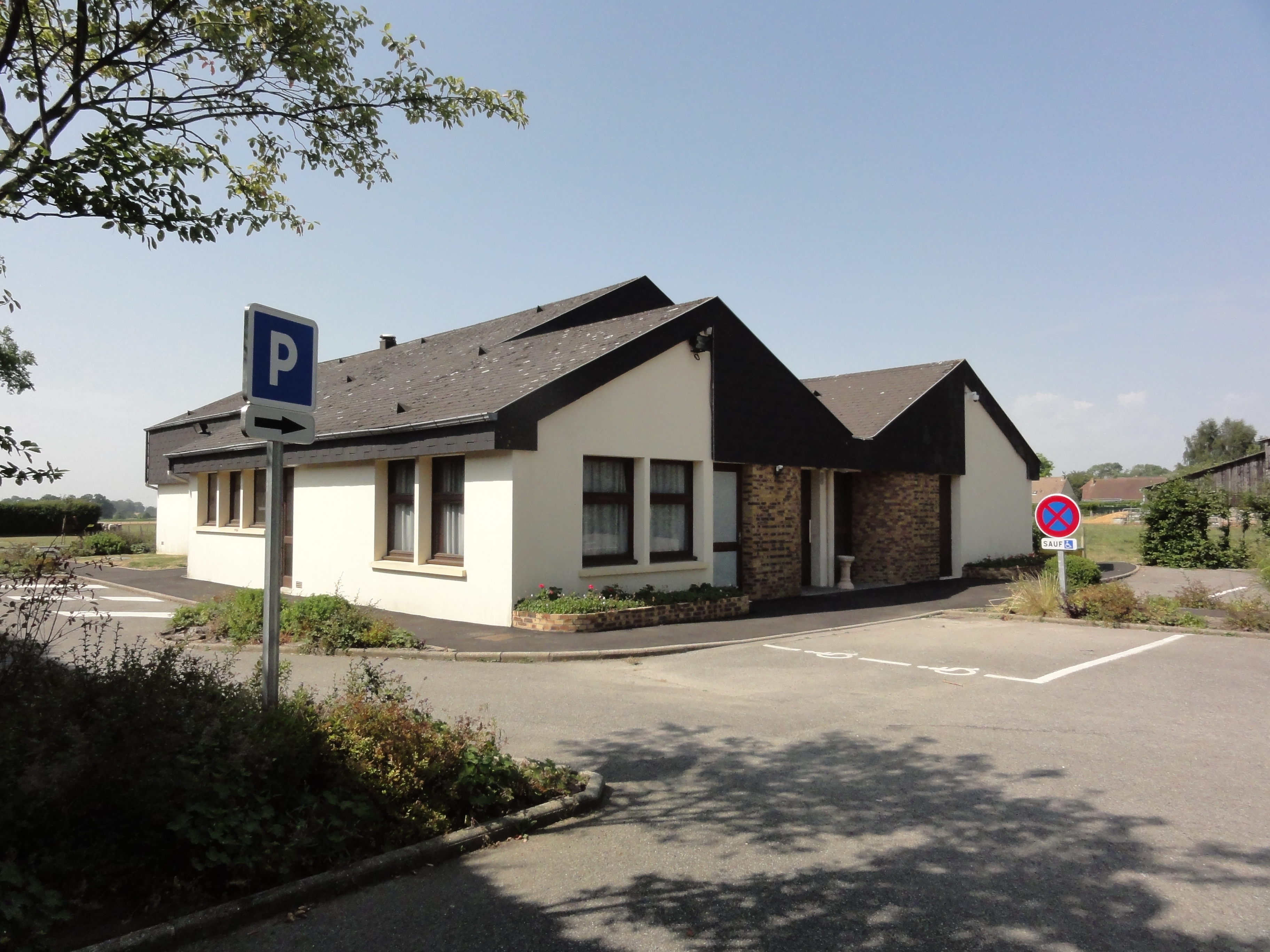
Salle des fêtes

## Population et société

### Démographie
L'évolution du nombre d'habitants est connue à travers les recensements de la population effectués dans la commune depuis 1793. À partir du 1er janvier 2009, les populations légales des communes sont publiées annuellement dans le cadre d'un recensement qui repose désormais sur une collecte d'information annuelle, concernant successivement tous les territoires communaux au cours d'une période de cinq ans. 
Pour les communes de moins de 10 000 habitants, une enquête de recensement portant sur toute la population est réalisée tous les cinq ans, les populations légales des années intermédiaires étant quant à elles estimées par interpolation ou extrapolation. Pour la commune, le premier recensement exhaustif entrant dans le cadre du nouveau dispositif a été réalisé en 2008,.
En 2013, la commune comptait 400 habitants, en évolution de +3,63 % par rapport à 2008 (Seine-Maritime : +0,48 %, France hors Mayotte : +2,49 %).
| 1793 | 1800 | 1806 | 1821 | 1831 | 1836 | 1841 | 1846 | 1851 |
| ---- | ---- | ---- | ---- | ---- | ---- | ---- | ---- | ---- |
| 228  | 276  | 241  | 236  | 245  | 258  | 242  | 260  | 234  |

| 1856 | 1861 | 1866 | 1872 | 1876 | 1881 | 1886 | 1891 | 1896 |
| ---- | ---- | ---- | ---- | ---- | ---- | ---- | ---- | ---- |
| 222  | 202  | 200  | 187  | 198  | 183  | 202  | 161  | 164  |

| 1901 | 1906 | 1911 | 1921 | 1926 | 1931 | 1936 | 1946 | 1954 |
| ---- | ---- | ---- | ---- | ---- | ---- | ---- | ---- | ---- |
| 177  | 159  | 165  | 162  | 150  | 160  | 158  | 147  | 133  |

| 1962 | 1968 | 1975 | 1982 | 1990 | 1999 | 2008 | 2013 | - |
| ---- | ---- | ---- | ---- | ---- | ---- | ---- | ---- | - |
| 125  | 130  | 188  | 269  | 335  | 354  | 386  | 400  | - |

## Culture locale et patrimoine

### Lieux et monuments
- Église Saint-Ouen de Touffreville-la-Cable du XIIIe siècle. Sa nef fut refaite au XVIe siècle. Elle conserve une dalle tumulaire de cette époque et présente par ailleurs une contre-table à colonnes torses où figurent saint Ouen et sainte Madeleine, patrons de la paroisse.
- Croix du XVIIe siècle en pierre et fer forgé visible dans le cimetière.
- Ferme-manoir du XVIe siècle au hameau de Péromare. Son colombage est à motifs de croix de Saint-André et se combine avec des pans de bois sur assise de silex, ce qui en fait un monument atypique de l'architecture civile normande.
- Croix de chemin en pierre et fonte datée de la fin du XIXe siècle. Élevée au hameau de l'Abbaye, elle porte cette inscription : O crux ave spes unica.

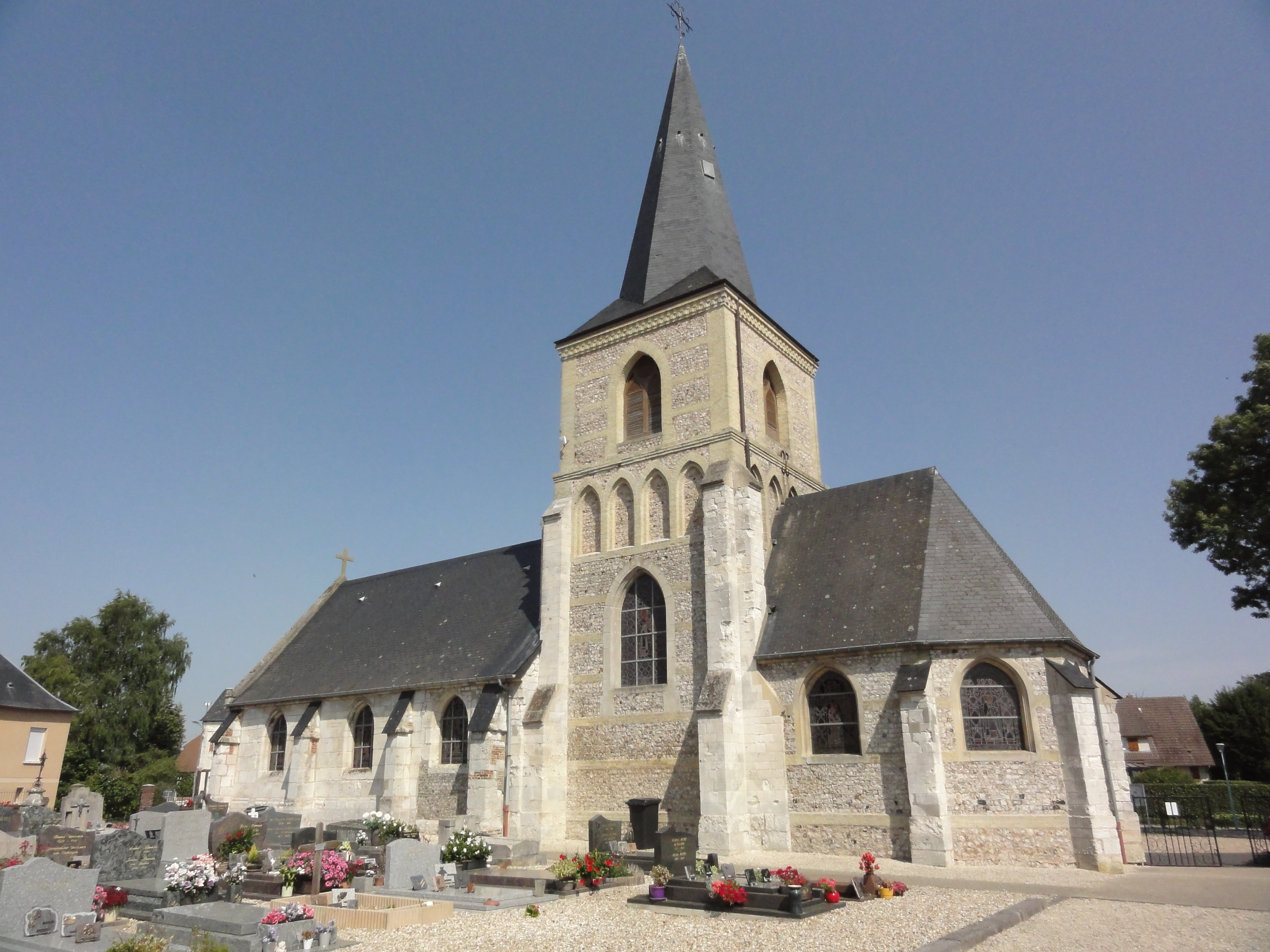
l'église Saint-Ouen.
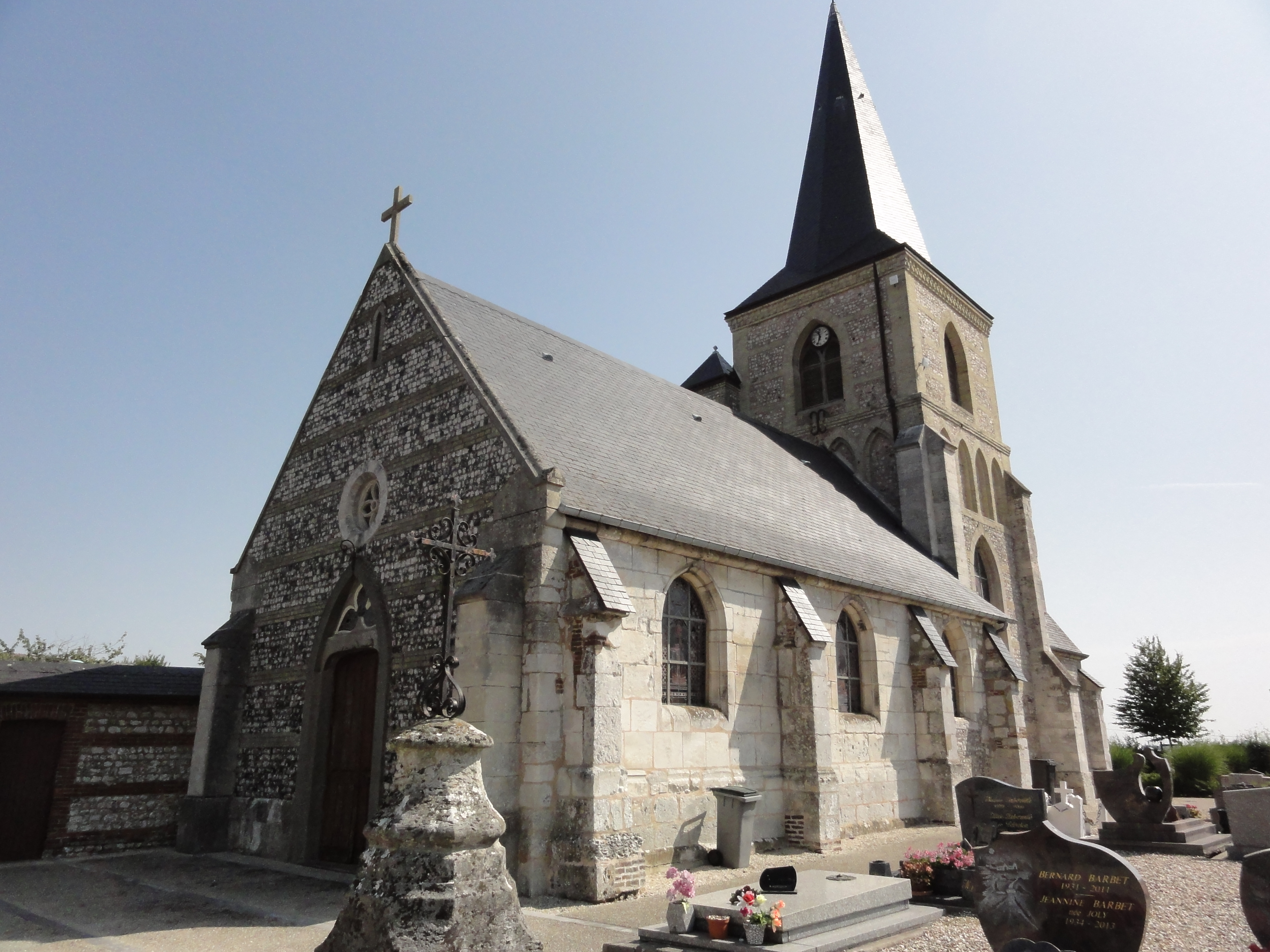
L'église Saint-Ouen.
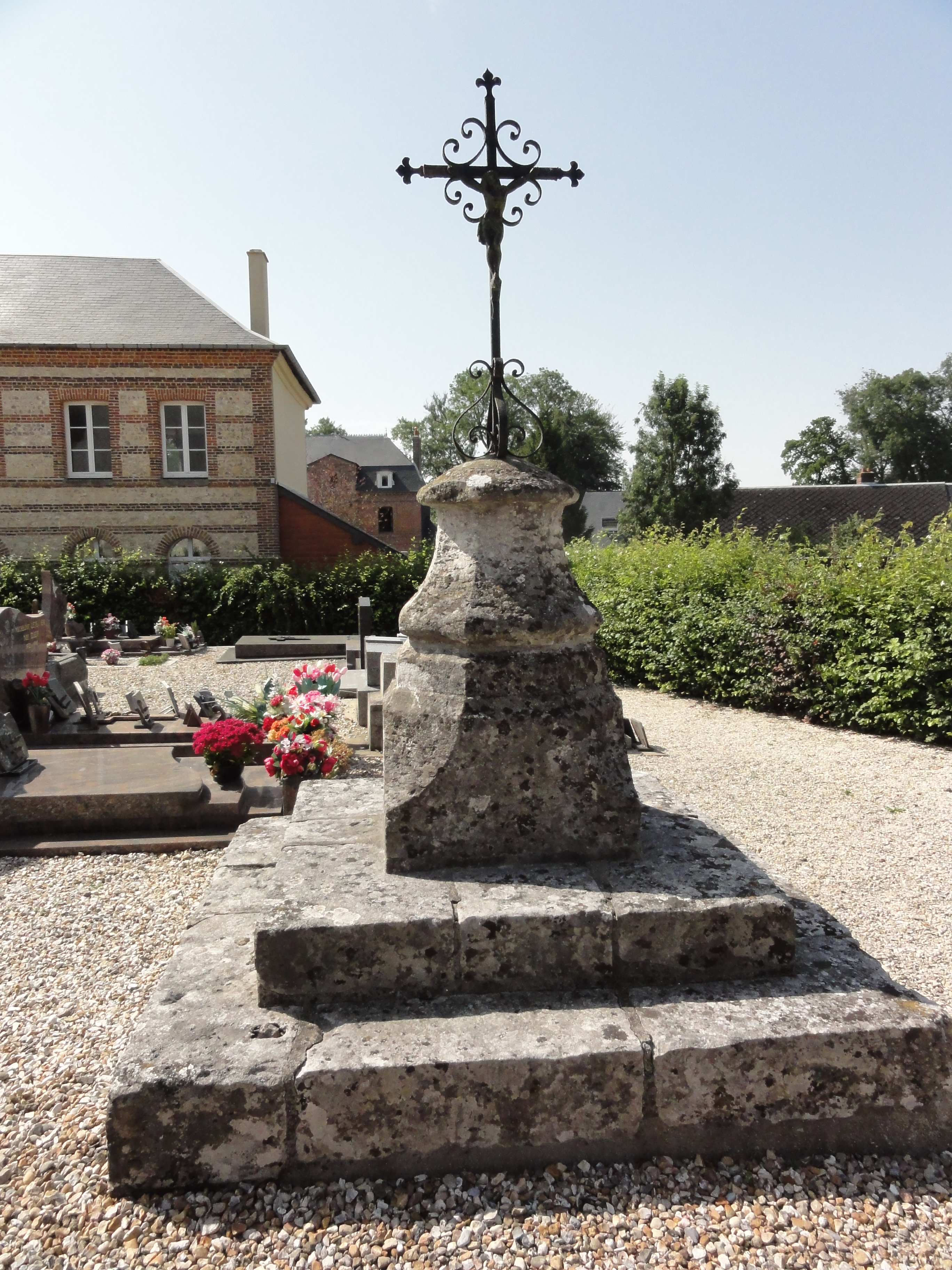
La croix du cimetière.
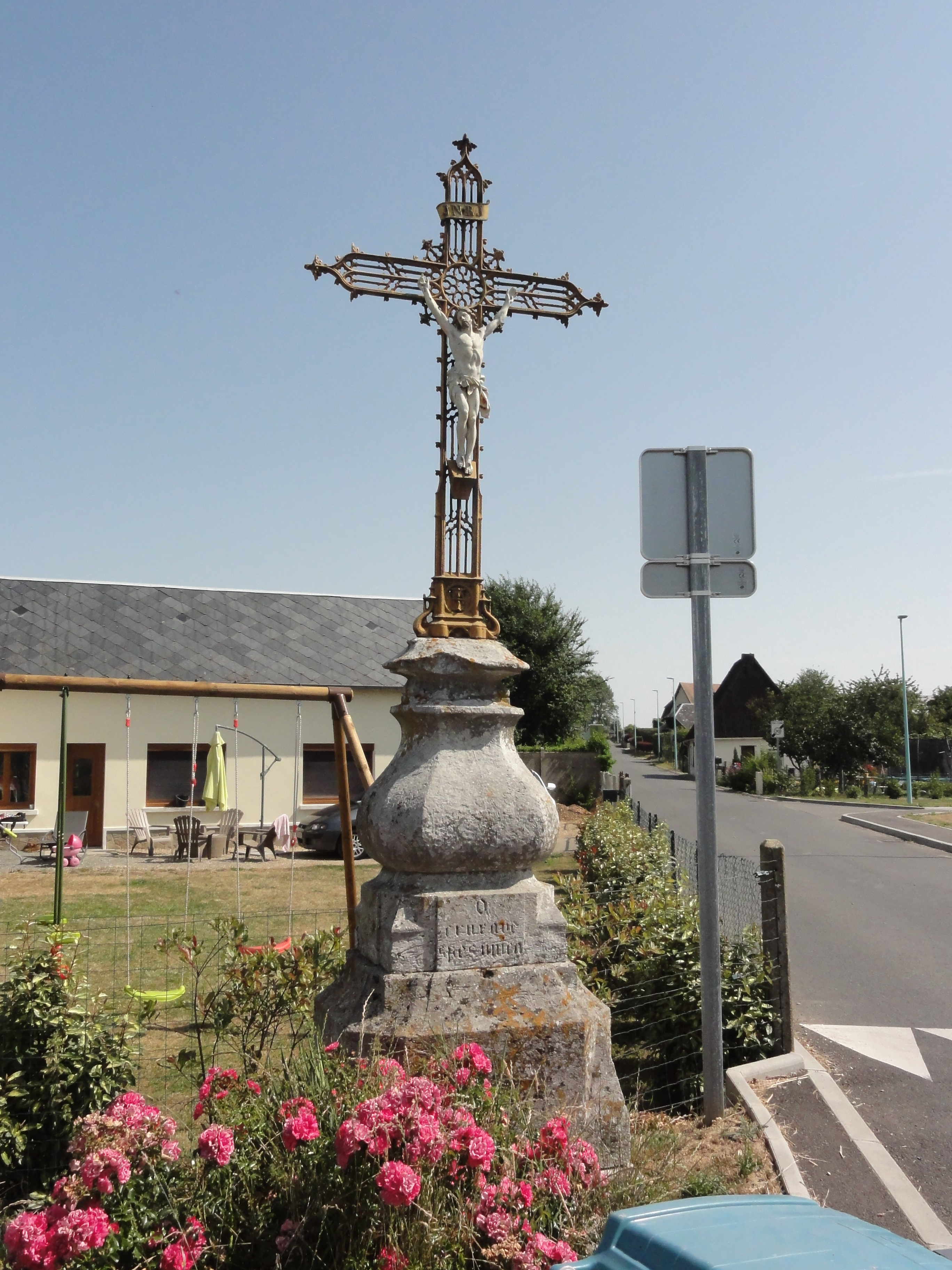
Croix de chemin au hameau de l'Abbaye

### Personnalités liées à la commune
- Anne du Faÿ du Taillis, comtesse de Maulévrier.
- Grégoire Le Chanoine, sénéchal de la seigneurie de Hue-Cable.

### Héraldique
| Armes de Touffreville-la-Cable | Les armes de la commune de Touffreville-la-Cable se blasonnent ainsi : D’or au sautoir de gueules chargé aux extrémités de quatre maillets d’argent, cantonné en chef et en pointe d’une étoile d’azur et aux flancs d’un coq de gueules, celui de dextre contourné. |